# Xã Boyer Valley, Quận Sac, Iowa
Xã Boyer Valley (tiếng Anh: Boyer Valley Township) là một xã thuộc quận Sac, tiểu bang Iowa, Hoa Kỳ. Năm 2010, dân số của xã này là 775 người.